# Pterolophia nigroscutella
Pterolophia nigroscutella là một loài bọ cánh cứng trong họ Cerambycidae.